# Javatmál
Javatmál (maráthsky यवतमाळ) je město v Maháráštře, jednom z indických svazových států. K roku 2011 v něm žilo přes 116 tisíc obyvatel.

## Poloha
Javatmál leží ve východní části Maháráštry. Od Bombaje, hlavního města Maháráštry, je vzdálen přibližně 669 kilometrů.

## Dějiny
Javatmál patřil mezi nejdůležitější města Berárského sultanátu. V roce 1572 jej anektoval Ahmadnagarský sultanát. Následně byl od roku 1596 součástí Mughalské říše. Po smrti Aurangzéba v roce 1707 se stal součástí Maráthské říše. Od roku 1853 byl součástí britského impéria.

## Obyvatelstvo
Převažujícím náboženstvím k roku 2011 byl s 69 % hinduismus, následoval s 15 % islám a s 13 % buddhismus.